# El Refugio (södra San Luis de la Paz kommun)
El Refugio är en ort i Mexiko.   Den ligger i kommunen San Luis de la Paz och delstaten Guanajuato, i den centrala delen av landet, 240 km nordväst om huvudstaden Mexico City. El Refugio ligger 2 038 meter över havet och antalet invånare är 162.
Terrängen runt El Refugio är huvudsakligen platt, men norrut är den kuperad. Runt El Refugio är det ganska tätbefolkat, med 124 invånare per kvadratkilometer. Närmaste större samhälle är San José Iturbide, 18,7 km sydost om El Refugio. Trakten runt El Refugio består till största delen av jordbruksmark.